# Arnold Knellwolf
Arnold Knellwolf (* 19. Mai 1865 in St. Gallen; † 2. Januar 1945 in Stein am Rhein) war ein Schweizer Politiker (SP), reformierter Pfarrer und Journalist. Von 1917 bis 1919 gehörte er dem Nationalrat an.

## Biografie
Der Sohn eines aus Herisau stammenden Versicherungsangestellten studierte ab 1884 Theologie an den Universitäten Basel und Bern. Nachdem er 1887 ordiniert worden war, arbeitete Knellwolf zunächst ein Jahr lang als Korrespondent der Züricher Post in Bern. Von 1888 bis 1891 war er nach Aufnahme in die Bündner Synode Pfarrer in Untervaz und Trimmis, danach in der freien christlichen Gemeinde Mainz. Während seines Aufenthalts in Deutschland arbeitete er auch für die Frankfurter Zeitung. 1898 kehrte Knellwolf in die Schweiz zurück und war Redaktor des Landboten in Winterthur. Von 1900 bis 1906 wirkte er wiederum als Pfarrer in Untervaz und Trimmis, anschliessend zwei Jahre lang in Wald AR, von 1908 bis 1910 in Lugano, von 1910 bis 1928 in Erlach und schliesslich in Mammern.
Knellwolf war Mitglied der Grütlivereins (mit den Sozialdemokraten verbundener Arbeiterverein) und vertrat diesen von 1902 bis 1906 im Grossen Rat des Kantons Graubünden. Von 1913 bis 1928 amtierte er als Gemeinderat in Erlach. Als Grütli-Kandidat trat er zu den Nationalratswahlen 1917 an (den letzten im Majorzverfahren) und wurde im Wahlkreis Seeland gewählt. In der sozialdemokratischen Fraktion trat Knellwolf als Vertreter eines national gefärbten Sozialismus in Erscheinung. 1919 schaffte er die Wiederwahl nicht und 1921 durfte er nicht nachrücken, weil er nicht auf das Pfarramt verzichten wollte. 1923 gründete er den Schweizer Rotkreuz-Kalender, dessen Redaktor er bis zu seinem Tod blieb.